# Eudorylas mallee
Eudorylas mallee är en tvåvingeart som beskrevs av Skevington 2003. Eudorylas mallee ingår i släktet Eudorylas och familjen ögonflugor.
Artens utbredningsområde är Sydaustralien. Inga underarter finns listade i Catalogue of Life.